# Francesca-Yvonne Caroutch
Pour les articles homonymes, voir Renaud (homonymie).
Francesca-Yvonne Caroutch, née Renaud le 3 février 1936 à Paris où elle est morte le 28 novembre 2023,, est une romancière, essayiste, poète et tibétologue française, membre de l’Académie européenne des sciences, des arts et des lettres. Également illustratrice, surtout pour des éditions bibliophiliques, elle expose régulièrement des gouaches, ainsi que des photographies d'insolites voyages en Asie ou de Jardins magiques.

## Parcours littéraire
Soifs, publié en 1954, premier recueil d’Yvonne Caroutch, alors encore lycéenne au lycée Fénelon, fut salué entre autres par Pierre Reverdy, Gaston Bachelard, Jean Paulhan, André Pieyre de Mandiargues et Jean Grosjean, dans La Nouvelle Revue française ; il fut suivi par une trentaine d’autres recueils. Caroutch fut longtemps membre du jury du prix Louise-Labé et de celui du prix Guillaume-Apollinaire. Elle figure dans maintes anthologies. Ses recueils de poèmes comportent souvent une édition originale illustrée (Jacques Hérold, Ljuba, Grégory Masurovsky, Frédéric Benrath, Julius Baltazar, Martin Dieterle, Vittorio Basaglia (it), etc.).
Une dizaine de ses recueils illustrés parurent à tirage très limité, dont La Visitation de l’éclair, La Fête hermétique, Être une île et Fournaise vacante, Feu secret, Contre-feu et Coulée d’or vivant.
Proche, dans sa jeunesse, de François Augiéras, elle écrit à ses côtés dans la revue Structure de son père, Pierre Renaud (d) . Elle publie sur cet auteur et peintre dans des revues, des catalogues et des ouvrages collectifs (comme Europe, fin 2006).
En 1988, elle ajoute son prénom usuel, Francesca, à la demande d’André Pieyre de Mandiargues qui préface Voyages du double (Rougerie).

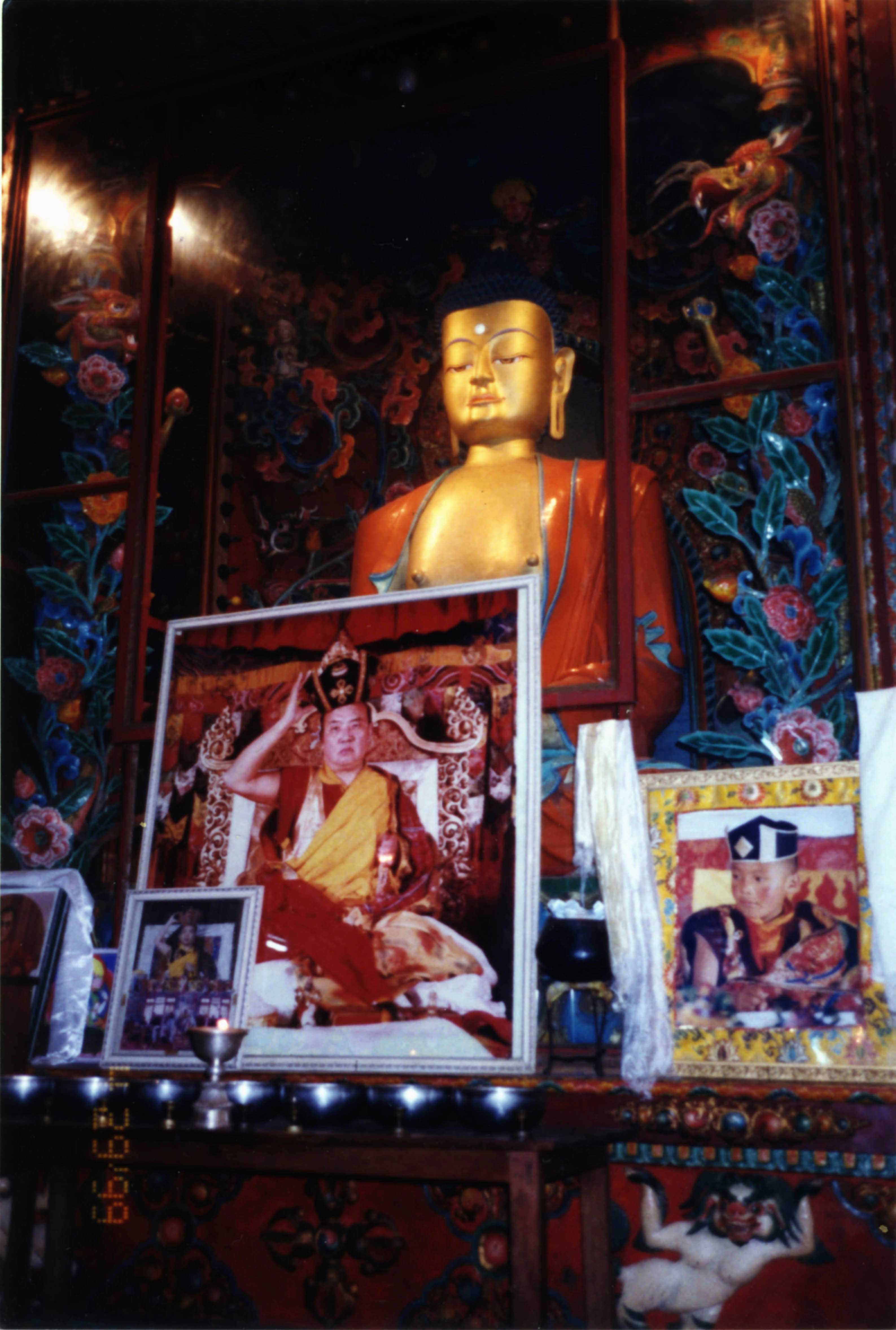
Photo du 16e karmapa procédant à la cérémonie de la coiffe noire.

Francesca-Yvonne Caroutch a beaucoup voyagé, surtout en Extrême-Orient — comme en Inde, au Népal, au Tibet dès 1981. Étudiant les Védas, elle publie en 1957 son premier article sur l'autobiographie d'un yogi de Paramahansa Yogananda dans Structure. Elle rencontre  le 16e karmapa en 1975, assiste à la cérémonie de la coiffe noire, et prend refuge et étudie le bouddhisme. Poursuivant ses recherches sur l’origine orientale de la licorne, elle se rend au Sikkim où elle assiste à la cérémonie de crémation du 16e karmapa, le 20 décembre 1981. À ce sujet, elle publie plusieurs articles et un ouvrage illustré, Renaissance tibétaine (1982). Comme l'avaient fait beaucoup de grands maîtres du bouddhisme tibétain, dès 1954, le 17e Karmapa, Orgyen Trinley Dorje, s'enfuit du Tibet à la veille de l'an 2000, pour se fixer au nord de l'Inde. Francesca Yvonne Caroutch publie La Fulgurante Épopée des Karmapas. Les enfants de l’éveil décrivant notamment la périlleuse évasion du Karmapa de quatorze ans à travers l'Himalaya. Cet ouvrage, préfacé par Jacques Lacarrière, comporte de nombreuses photographies (2000).
Francesca-Yvonne Caroutch collabore à de nombreuses revues ; elle publie également sous différents pseudonymes. Elle a traduit des poètes italiens, dont Dino Campana et Giuseppe Ungaretti.
Elle est traduite, entre autres, en italien, japonais, anglais et portugais.

### Réception critique
Jean-Yves Masson compare ses récits initiatiques à ceux de Nerval, Rabelais, Maurice Scève, Francesco Colonna et de François Augiéras. Dans leur Anthologie de la poésie maçonnique et symbolique, Jean-Luc Maxence et Elisabeth Viel écrivent : 

« Nous ne sommes jamais avec elle dans une sorte de syncrétisme maçonnique quelque peu flou et trop facile. »

Depuis ses débuts, elle figure dans de nombreuses anthologies et panoramas, du Dictionnaire Larousse de poésie contemporaine de Jean Rousselot au récent 32 Regards sur la poésie du XXe siècle, études sur 32 poètes réunis et présentés par Laurent Fels aux éditions Poiêtês.
Dans Autour de Francesca Y. Caroutch, édité en 2010 chez Encres Vives, sont réunis de nombreux témoignages sur ses débuts précoces et des échos récents.

### Poésie
- Soifs, Nouvelles Éditions Debresse, illustrations de Tonia Cariffa, 1954 (traduit en japonais, à Kyoto)
- Les Veilleurs endormis, Nouvelles Éditions Debresse, 1955
- L'Oiseleur du vide, Empreintes, 1957
- Paysages provisoires, Mica, Venise-New York, 1965 (traduction en anglais de Raymond Federman)
- Lieux probables, La fenêtre ardente, diffusion José Corti, 1968
- La Voie du cœur de verre, éditions Saint-Germain-des-Prés, 1972 Prix Louise-Labé
- Hordes virginales du matin, Lettera amorosa, 1975
- Portiques du sel, Rougerie, 1978
- La Fête sous la glace, L'art et l'esprit, 1979
- Tente cosmique, Le point d'or, 1982
- Envers du double, Le point d'or, 1983
- Bestiaire d'éveil, Rougerie, 1984
- Voyages du double, préface d'André Pieyre de Mandiargues, Rougerie, 1988
- Vol de la vacuité, Fata morgana, 1990
- Demeures du souffle, Rougerie, 1992
- Ciel ouvert, Encres vives, 2001 et 2006
- Naissance quotidienne, Poèmes du vertige, Encres vives, 2009
- Clameurs nomades, Éditions du Cygne, 2009
- Féerique ce jardin nocturne, La petite fabrique de Valérie Loiseau, 2010
- Poème, La petite fabrique de Valérie Loiseau, 2010
- Les Enfants de la foudre, Éditions Rougerie, 2011[11],[12]
- Cahiers étoilés d'une légende, préface de Camille Aubaude, Éditions du Cygne, 2013[13],[14],[15],[16]
- L'Or des étoiles, préface de Salah Stétié, Éditions du Cygne, 2015[17]

### Romans et récits
- Le Gouvernement des eaux, Christian Bourgois, 1971 ; Arbre d’or, 2006
- Le Grand Transparent et le Grand Écorché, Lettera amorosa, 1974
- Le Volcan de Venise, Giordano Bruno, Retz, 1975 ; Arista, 1988 (traduit en italien)
- Anamorphose de la bête, in Ljuba, Belfond, 1978
- Chromatismes, in Wagner, Obliques, 1979
- L'Homme de feu, Giordano Bruno (nouvelle version), Pygmalion, 2003 (traduit en portugais)

### Essais
- Collaboration au Dictionnaire des œuvres érotiques, Mercure de France, 1971, 2001
- Direction du Cahier Gustav Meyrink, Herne, 1976
- Panorama de la littérature fantastique, Clartés, 1978
- Direction du double volume Richard Wagner, Obliques, 1979
- Ungaretti, Seghers, coll. « Poètes d'aujourd'hui », 1980
- La Licorne alchimique, Éditions philosophiques, 1981
- Un Saturne gai, entretiens avec André Pieyre de Mandiargues, Gallimard, 1982
- Renaissance tibétaine, Friant, 1982
- Collaboration à la réédition du Dictionnaire des symboles, Laffont, 1982, 1994
- Le Livre de la licorne, Pardès, 1989. Prix du Pélican d'or
- Miroir de la licorne, L’Orbe, tirage limité, 1992
- Le Mystère de la licorne, à la recherche du sens perdu, Dervy, 1997
- La Fulgurante Épopée des Karmapas, Dervy, 2000  (ISBN 2844540635)
- La Licorne, symboles, mythes et réalités, Pygmalion, 2002

### Préfaces
- Philippe Cornu, L'Astrologie tibétaine, Les Djinns, 1990  (ISBN 2908290014 et 9782908290011)
- Pascale Moré, L'Œuvre au blanc, La Tilv, 1994
- Emanuela Kretzulesco, Perspective Alexandre Newsky, Silva, Italia, 2003
- Isabella di Soragna, Journal d'une naissance, Arcam, 2003